# Ван Вэньцай
Ван Вэньца́й (кит. упр. 王文采, пиньинь Wáng Wéncǎi, англ. Wen Tsai Wang или англ. Wen-Tsai Wang, или англ. Wen Cai Wang; 5 июня 1926 — 16 ноября 2022) — китайский ботаник, эксперт в области семейства Геснериевые.

## Биография
Вэнь Цай Ван родился в 1926 году.
Paraisometrum mileense, вид семейства Геснериевые, был описан им в 1998 году.
Он внёс значительный вклад в ботанику, описав множество видов семенных растений.
Скончался 16 ноября 2022 года.

## Научная деятельность
Вэнь Цай Ван специализировался на семенных растениях.

## Некоторые публикации
- WANG, WT, B LIU. 2008. A new section with a new species of Anemone (Ranunculaceae) from Mt. Xiaowutai, China. Journal of Systematics and Evolution 46 (5): 738—741.
- WANG, WT, L XIE. 2007. A revision of Clematis sect. Tubulosae (Ranunculaceae). Acta Phytotaxonomica Sinica 45 (4): 425—457. ISSN 05291526.
- WANG, WT. 2007. Ranunculus ailaoshanicus W.T.Wang, a new species of Ranunculaceae from Yunnan, China. Acta Phytotaxonomica Sinica 45 (3): 293—295. ISSN 05291526.
- WANG, WT, LQ LI. 2005. A new system of classification of the genus Clematis (Ranunculaceae). Acta Phytotaxonomica Sinica 43 (5): 431—488. ISSN 05291526.
- WANG, WT. 1982. Notulae de Gesneriaceis Sinensibus (IV). Bull. Bot. Res. Harbin 2 (4): 37—64.
- WANG, WT. 1987. Classificatio specierum Opithandrae (Gesneriaceae). Bull. Bot. Res. Harbin 7 (2): 1—16.
- WANG, WT. 1992. Notulae de Gesneriaceis Sinensibus (X). Guihaia 12 (4): 289—300.
- WANG, WT, KY Pan, ZY Li, AL Weitzman, LE Skog. 1998. Gesneriaceae. en C.Y. Wu & P.H. Raven (eds.), Flora of China, Vol. 18. Science Press, Beijing & Missouri Botanical Garden, St. Louis, pp. 244–401.

## Почести
В его честь были названы следующие виды растений: Delphinium wentsaii Y.Z.Zhao, Chirita wentsaii D.Fang & L.Zeng и Opithandra wentsaii Z.Yu Li.